# Cathy McMorris Rodgers

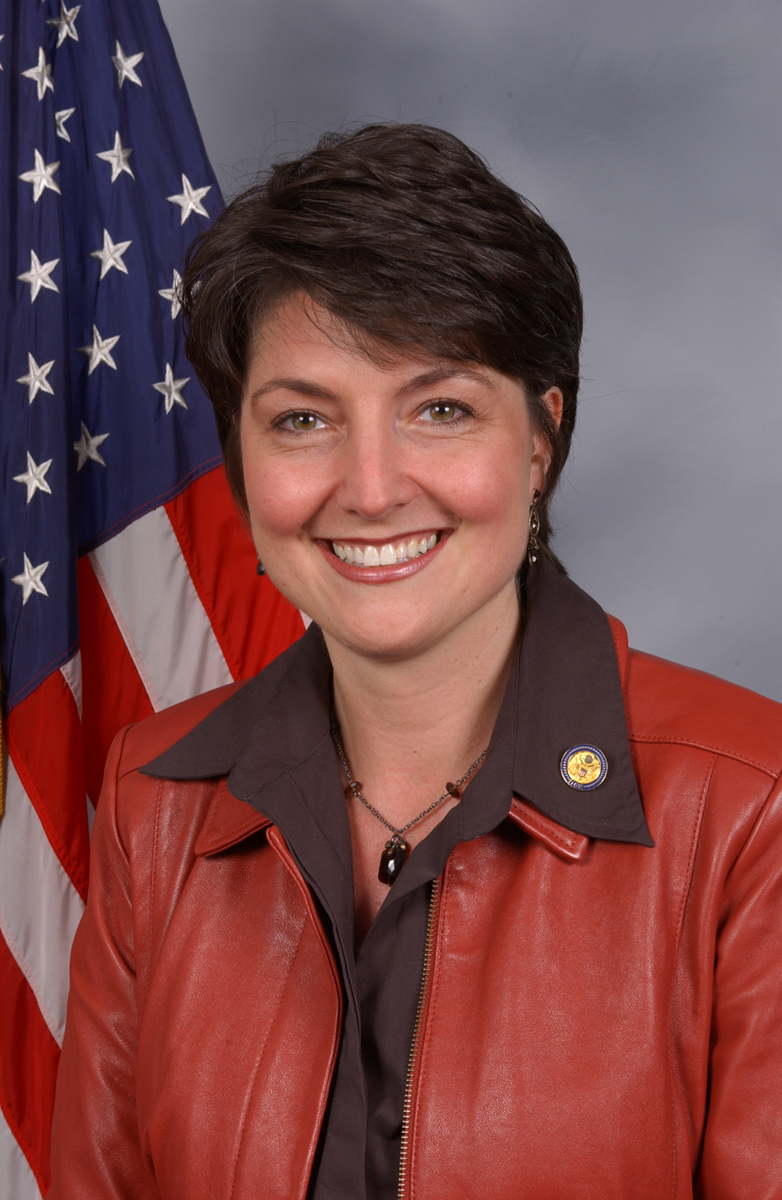
Cathy McMorris Rodgers

Cathy McMorris Rodgers, född 22 maj 1969 i Salem, Oregon, är en amerikansk republikansk politiker. Hon representerar delstaten Washingtons femte distrikt i USA:s representanthus sedan 2005.
McMorris avlade 1990 sin grundexamen vid Pensacola Christian College. Hon avlade sedan 2002 sin MBA vid University of Washington.
Kongressledamoten George Nethercutt kandiderade 2004 utan framgång till USA:s senat. McMorris kandiderade till representanthuset, vann valet och efterträdde Nethercutt som kongressledamot i januari 2005. Hon gifte sig 2006 med Brian Rodgers.